# Guvernul Gheorghe Tătărăscu (3)
Guvernul Gheorghe Tătărăscu (3) a fost un consiliu de miniștri care a guvernat România în perioada 29 august 1936 - 14 noiembrie 1937.
La 14 noiembrie 1937, Gheorghe Tătărăscu a depus mandatul Guvernului, iar Regele Carol al II-lea l-a numit tot pe Tătărăscu în funcția de președinte al Consiliului de Miniștri, însărcinat cu formarea unui nou Guvern.

## Componența
- Președintele Consiliului de Miniștri

Gheorghe Tătărăscu (29 august 1936 - 14 noiembrie 1937)
- Vicepreședinte al Consiliului de Miniștri și ministru de stat

Ion Inculeț (29 august 1936 - 14 noiembrie 1937)
- Ministru de interne

Dumitru Iuca (29 august 1936 - 23 februarie 1937)
Gheorghe Tătărăscu (23 februarie - 14 noiembrie 1937)
- Ministrul de externe

Victor Antonescu (29 august 1936 - 14 noiembrie 1937)
- Ministrul finanțelor

Mircea Cancicov (29 august 1936 - 14 noiembrie 1937)
- Ministrul justiției

Mircea Djuvara (29 august 1936 - 23 februarie 1937)
Vasile P. Sassu (23 februarie - 14 noiembrie 1937)
- Ministrul apărării naționale

General Paul Angelescu (29 august 1936 - 28 august 1937)
ad-int. Radu Irimescu (28 august - 4 septembrie 1937)
General Constantin Ilasievici (4 septembrie - 14 noiembrie 1937)
- Ministrul armamentului

Gheorghe Tătărăscu (29 august 1936 - 23 februarie 1937)
23 februarie 1937 - Ministerul Armamentului a fost desființat.
- Ministrul aerului și marinei (Minister nou-înființat)

Nicolae Caranfil (13 noiembrie 1936 - 1 ianuarie 1937)
ad-int. Gheorghe Tătărăscu (1 - 7 ianuarie 1937)
Radu Irimescu (7 ianuarie - 14 noiembrie 1937)
- Ministrul agriculturii și domeniilor

Vasile P. Sassu (29 august 1936 - 23 februarie 1937)
ad-int. Vasile P. Sassu (23 februarie - 14 noiembrie 1937)
- Ministrul industriei și comerțului

Valeriu Pop (29 august 1936 - 14 noiembrie 1937)
- Ministrul lucrărilor publice și comunicațiilor

Richard Franasovici (29 august 1936 - 14 noiembrie 1937)
- Ministrul instrucțiunii publice (din 15 noiembrie 1936 Ministerul Educației Naționale)

Constantin Angelescu (29 august 1936 - 14 noiembrie 1937)
- Ministrul cultelor și artelor (la Ministerul Instrucțiunii până la 10 martie 1937)

Victor Iamandi (29 august 1936 - 9 martie 1937)
- Ministrul muncii

Ion Nistor (29 august 1936 - 14 noiembrie 1937)
- Ministrul sănătății și ocrotirii sociale

Dr. Ion Costinescu (29 august 1936 - 14 noiembrie 1937)
- Ministrul de stat însărcinat cu cooperația

Mihail Negură (29 august 1936 - 14 noiembrie 1937)
Ministerul Cooperației a luat ființă prin desprinderea din Ministerul Agriculturii și Domeniilor a unor atribuțiuni cooperatiste specifice - urmare a Hotărârii nr. 1878 din 1936 a Consiliului de Miniștri.
- Ministru de stat

Alexandru Lapedatu (29 august 1936 - 14 noiembrie 1937)
- Ministru de stat

Dumitru Iuca (23 februarie - 7 aprilie 1937)
- Ministru de stat

Mircea Djuvara (23 februarie - 7 aprilie 1937)

## Sursa
- Stelian Neagoe - "Istoria guvernelor României de la începuturi - 1859 până în zilele noastre - 1995" (Ed. Machiavelli, București, 1995)

| Precedat(ă) de: Guvernul Gheorghe Tătărăscu (2) | Guvernul Gheorghe Tătărăscu (3) 29 august 1936 - 14 noiembrie 1937 | Succedat(ă) de: Guvernul Gheorghe Tătărăscu (4) |